# Paulo Afonso Martins de Oliveira
Paulo Afonso Martins de Oliveira ComMM (Rio de Janeiro, 8 de outubro de 1927 — São Paulo, 21 de junho de 2005) foi um servidor público e magistrado brasileiro.
Formou-se em Direito pela Universidade do Brasil em 1953. Servidor público entre 1946 e 1988 da Câmara dos Deputados, onde começou como datilógrafo, ocupou o cargo de Secretário-Geral da Mesa da Câmara desde 1965 até 1988, quando foi nomeado Ministro do Tribunal de Contas da União.
Em 1992, como ministro do TCU, Oliveira foi condecorado pelo presidente Fernando Collor com a Ordem do Mérito Militar no grau de Comendador especial.
Após sua aposentadoria do Tribunal, em 1997, exerceria ainda o cargo de Secretário Executivo do Ministério da Justiça.

## Livros
- O Congresso em meio século (Com Tarcísio Holanda) - Editora Plenarium 2005
- Atos Institucionais, Sanções Políticas - 2000 Em pdf